# Fraters van Tilburg
Die Fraters van Tilburg (deutsch Brüder von Tilburg oder Schulbrüder von Tilburg, offiziell lateinisch Congregatio Fratrum Beatae Mariae Virginis, Matris Misericordiae, niederländisch Fraters der Congregatie van Onze Lieve Vrouw, Moeder van Barmhartigheid, übersetzt Brüder Unserer Lieben Frau, Mutter der Barmherzigkeit), Ordenskürzel CMM, ist ein Ordensinstitut für Männer, das am 25. August 1844 durch Bischofskoadjutor Johannes Zwijsen in der Industriestadt Tilburg (Niederlande) gegründet wurde.

## Geschichte
In der Zeit der Reorganisation der katholischen Kirche in den Niederlanden setzen sich die Brüder vor allem im Bereich des katholischen Unterrichts ein. Dies geschah durch Errichten von Schulen und durch eine von ihnen entwickelte Schulmethode, die als Veilig leren lezen betitelt wurde. Die Brüder konnten durch die eigene Druckerei auch Schulbücher drucken. Neben Schulen stifteten sie auch viele Erziehungseinrichtungen, sowie Institute für Waisenkinder, Behinderte und andere pflegebedürftige Menschen, die von den Brüdern versorgt wurden.
Seit den 1950er-Jahren gingen die Brüder auch in Missionen nach Indonesien, Kenia, Kongo, Südwest-Afrika und Brasilien. Sie errichteten auch ein Haus in Cork (Irland) und 1963 in Kalifornien. In den 80er und 90er-Jahren wuchs die Gemeinschaft in Indonesien und Kenia. Die Zahl der Mitglieder in den Niederlanden und Belgien nahm allerdings ab.
Im Jahr 2003 gab es in den Niederlanden 124 Fratres, in Belgien 22 Fratres, in Surinam 4 Fratres, in Indonesien 121 Fratres, in Namibia 5 Fratres, in Kenia 42 Fratres, in Brasilien 13 Fratres und in den USA 3 Fratres. 2025 gab es weltweit 250 Fratres. Sie wirken im Schul- und Krankendienst.
Das Generalat der Brüdergemeinschaft befindet sich in Tilburg in den Niederlanden. Generaloberer ist seit 2014 Broer Lawrence Obiko.